# 圣乔治殉道

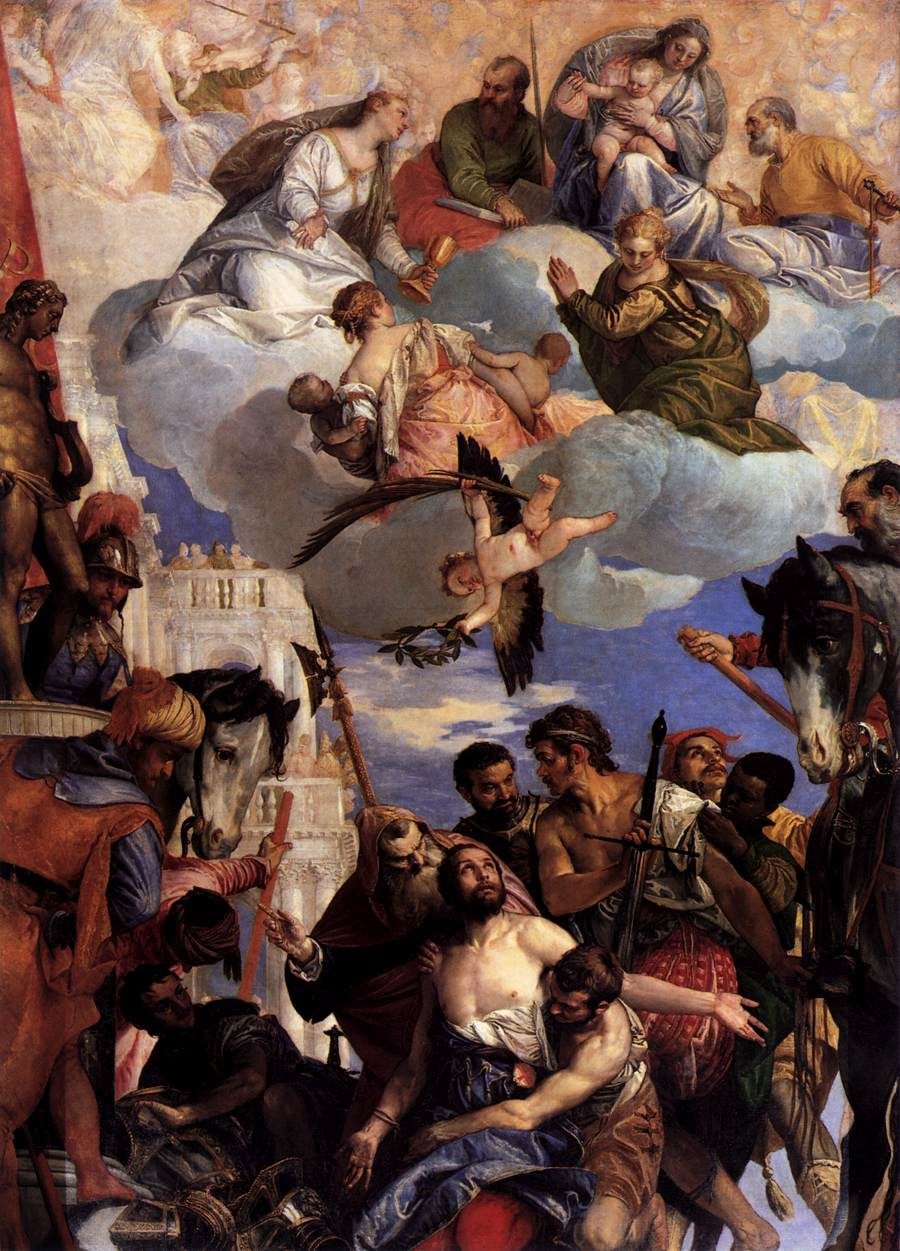

《圣乔治殉道》是保罗·委罗内塞的一幅布面油画，绘制于1566年，现在仍然位于维罗纳布拉伊达圣乔治堂 供奉圣乔治的正祭台上。当时委罗内塞回到家乡维罗纳，与他的老师安东尼奥·巴迪莱 的女儿埃琳娜结婚。
1797年5月18日，法国占领军抢走了这幅画，折叠起来运走，8月6日运抵巴黎。
拿破仑倒台后，奧地利帝國于1815年9月27日接管了这幅画，次年3月15日，它又回到了维罗纳布拉伊达圣乔治堂。第一次世界大战期间，这幅画布被拆下运往佛罗伦萨，以免遭到轰炸，战后回到维罗纳。